# ... And Found (Lost)
...And Found este un episod al serialului de televiziune Lost, sezonul 2.